# Deborah Findlay
Deborah Findlay (Leatherhead, 23 dicembre 1947) è un'attrice britannica.

## Biografia
È nota soprattutto come attrice teatrale ed ha recitato nelle opere di acclamati drammaturghi come William Shakespeare (La dodicesima notte, Il mercante di Venezia, Coriolano), Caryl Churchill (Top Girls, Escaped Alone) e Pam Gems (Stanley). In Stanley, in scena al National Theatre di Londra nel 1996, interpretava la moglie di Stanley Spencer (interpretato da Antony Sher) e per la sua performance vinse il Laurence Olivier Award alla miglior attrice non protagonista. Nel 1997, Findlay debuttò a Broadway con Stanley e per la sua performance vinse l'Outer Critics Circle Award; nel 2018 torna a Broadway con The Children, per cui viene candidata al Tony Award alla miglior attrice non protagonista in un'opera teatrale.

## Filmografia parziale

### Cinema
- Il fantasma innamorato (Truly, Madly, Deeply), regia di Anthony Minghella (1990)
- Fine di una storia (The End of the Affair), regia di Neil Jordan (1999)
- Suite francese (Suite française), regia di Saul Dibb (2014)
- The Lady in the Van, regia di Nicholas Hytner (2015)
- I nuovi vicini (The Ones Below), regia di David Farr (2015)
- Jackie, regia di Pablo Larraín (2016)
- Appuntamento al parco (Hampstead), regia di Joel Hopkins (2017)

### Televisione
- L'ispettore Barnaby (Midsomer Murders) – serie TV, episodi 3x02-17x02 (2000-2015)
- Poirot (Agatha Christie's Poirot) – serie TV, episodio 12x03 (2010)
- L'ispettore Dalgliesh (Dalgliesh) – serie TV, episodi 2x01-2x02 (2023)

## Teatro parziale
- Top Girls di Caryl Churchill. Royal Court Theatre di Londra (1982), Public Theatre di New York (1983)
- La dodicesima notte di William Shakespeare. Royal Shakespeare Theatre di Stratford-upon-Avon (1986)
- La casa di Bernarda Alba di Federico García Lorca. Lyric Theatre di Hammersmith, Gielgud Theatre di Londra (1986)
- Il mercante di Venezia di William Shakespeare. Royal Shakespeare Theatre di Stratford-upon-Avon (1986)
- Tre sorelle di Anton Čechov. Barbican Centre di Londra (1987)
- Edipo re di Sofocle. The Other Place di Stratford-upon-Avon (1988)
- Re Lear di William Shakespeare. Oxford Stage Company di Oxford, tournée britannica (1989)
- Come vi piace di William Shakespeare. Oxford Stage Company di Oxford, tournée britannica (1989)
- Top Girls di Caryl Churchill. Royal Court Theatre di Londra (1991)
- Il gabbiano di Anton Čechov. Theatre Royal di Bath (1994)
- Stanley di Pam Gems. National Theatre di Londra (1995), Circle in the Square Theatre di Broadway (1997)
- La scuola della maldicenza di Richard Brinsley Sheridan. National Theatre di Londra (1998)
- Il racconto d'inverno di William Shakespeare. National Theatre di Londra (2001)
- La casa di Bernarda Alba di Federico García Lorca. National Theatre di Londra (2005)
- John Gabriel Borkman di Henrik Ibsen. Donmar Warehouse di Londra (2007)
- Madame de Sade di Yukio Mishima. Wyndham's Theatre di Londra (2009)
- La via del mondo di William Congreve. Crucible Theatre di Sheffield (2012)
- Timone d'Atene di William Shakespeare. National Theatre di Londra (2012)
- Coriolano di William Shakespeare. Donmar Warehouse di Londra (2013)
- The Children di Lucy Kirkwood. Royal Court Theatre di Londra (2016), Samuel J. Friedman Theatre di Broadway (2017)

## Doppiatrici in italiano
- Lorenza Biella in The Lady in the Van, Poirot
- Anna Cugini in Suite Francese